# Tatort: Der Mann mit den Rosen
Der Mann mit den Rosen ist ein österreichischer Fernsehkrimi aus dem Jahr 1984. Das Drehbuch schrieb Kurt Junek nach der Romanvorlage Räuber und Gendarm von Harald Mini, Regie führte ebenfalls Kurt Junek. Es war die insgesamt 163. Tatort-Folge und der erste Fall von Oberinspektor Hirth (Kurt Jaggberg). Hirth und sein Team haben es mit einem Bankraub mit Todesfolge, mit dem Mord an einem Schulkind und einer tödlichen Messerstecherei im Gastarbeitermilieu zu tun.

## Handlung
Mitten in Wien wird eine Bank überfallen. Der Einzeltäter macht skrupellos von seiner Schusswaffe Gebrauch und erschießt bei seiner Flucht in der Bank einen Angestellten. Vor der Bank stößt er mit Thomas zusammen, der zufällig an der Bank vorbeigeht. Die Polizei, die schnell am Tatort eintrifft, kann trotz des Hinweises von Thomas die Spur des Täters nicht aufnehmen. Wenig später geht Michael Rieder durch die Wiener Innenstadt, der für seine Schule als Hausaufgabe Menschen im Alltag beobachten soll. Ihm fällt dabei ein gut gekleideter Mann auf, dem er folgt. Er beobachtet, wie dieser Mann Rosen kauft und folgt diesem danach auf seinem Weg. Vor einem Wohnhaus, in das dieser hineingeht, wartet Michael darauf, dass der Mann mit den Rosen wieder hinauskommt. Unterdessen sinnieren Hirth, Schulz und Ullmann über den Banküberfall. Während sich Fichtl mit einer Messerstecherei unter Ausländern auseinandersetzten muss, findet ein junges Pärchen die Leiche von Michael in einem Hauseingang, Hirth und Ullmann eilen zum Tatort. Vor Hofrat Putner können die Beamten in keinem der drei vorliegenden Tötungsdelikte greifbare Ergebnisse vorweisen.
Nachdem das Opfer identifiziert ist, sucht Hirth die Mutter auf, diese hatte ein distanziertes Verhältnis zu ihrem Sohn, der Vater erklärt Hirth, dass sein Sohn für die Schule Menschen habe beobachten sollen. Die Obduktion ergibt, dass Michael durch einen stumpfen Gegenstand erschlagen worden ist. Um sicherzugehen, dass der Bub tot ist, hat er noch mit einem Messer nachgeholfen und den Toten erstochen. Bei Michael wurden die Notizen von dessen Beobachtungen gefunden, er beschreibt den Mann mit den Rosen. Hirth schließt daraus, dass er die Beschreibung des Mörders vor sich hat, er rätselt nunmehr nach dem Tatmotiv. Während Ullmann den Weg von Michael nachgeht, versuchen Hollocher und Schulz, in einem Lokaltermin mit Thomas und den Bankangestellten und ‑kunden, den Banküberfall und Mord zu klären. Thomas sagt dabei Schulz gegenüber aus, dass er den Eindruck habe, der Täter habe ihn nicht gesehen, weil er eigentlich Brillenträger sei und diese nicht aufgehabt habe. Unterdessen kommt Fichtl in seinem Messerstecherfall nicht entscheidend weiter. Ullmann sucht das Geschäft auf, in dem der Unbekannte die Rosen gekauft hat, die Inhaberin sagt aus, dass der Mann jeden Mittwoch dort Rosen gekauft habe, diesmal habe er ausnahmsweise eine Aktentasche dabei gehabt. Unterdessen konnte mithilfe von Thomas ein Phantombild des Bankräubers erstellt werden. Beim Rapport beim Hofrat Putner berichtet Ullmann, dass Michael vor seiner Ermordung zwei Packungen Zigaretten gekauft hat, die bei ihm nicht gefunden wurden, Hirth war ein Fleck auf Michaels Aufzeichnungen aufgefallen, der noch untersucht wird. Schulz kann Fichtl in dessen Messerstecherfall weiterhelfen.
Ullmann und Hollocher können bei ihren Ermittlungen zwei Knaben ausfindig machen, die Michael am Tattag gesehen haben, wie dieser einen Hauseingang beobachtete. Eine ältere Bewohnerin hat Michael gesehen und ihn vom Hauseingang weggejagt. Ein italienischer Bewohner hat den Mann mit den Rosen gesehen, weiß allerdings nicht, wen im Haus dieser besucht hat. Hirth und sein Team rätseln, wer von den weiblichen Hausbewohnerinnen Besuch von dem Mann gehabt haben könnte. Hollocher hat unterdessen Rosen im Müllcontainer des Hauses gefunden. Endlich kann Fichtl seinen Messermord aufklären, der getötete Türke wurde von einem Landsmann ermordet, der die Gelegenheit nutzte, sich seines seit langem verhassten Kontrahenten zu entledigen, nachdem dieser nach einer vorausgegangenen Auseinandersetzung mit anderen Leuten bewusstlos am Boden lag. Nunmehr kann auch Fichtl schließlich in die Ermittlungen im Fall des toten Michael einsteigen. Ullmann und Fichtl warten im Blumenladen, in dem der Unbekannte die Rosen gekauft hatte, genau eine Woche später, tatsächlich kauft der Mann auch diesmal Rosen dort. Die Beamten folgen ihm zum Haus, wo bereits Hirth und der Rest des Teams warten. Er geht zu einer Frau Weber. Als Hirth und sein Team bei ihr klingeln, treffen sie den Mann dort an, der sich als Walter Bogner vorstellt. Er weigert sich beharrlich, Hirth zu erzählen, ob er ein Verhältnis mit Frau Weber hat und ob er auch in der Vorwoche bei ihr gewesen ist. Erst als Hirth droht, Herrn Weber zu informieren, gibt er schließlich zu, seine Geliebte auch in der Vorwoche besucht zu haben. Frau Weber gibt an, dass Bogner stets bis sechs Uhr abends bei ihr bleibt, so auch letzten Mittwoch. Bogner scheidet somit als Täter im Fall Michael aus. Hirth ist nicht überrascht, denn die Spurensicherung hat ergeben, dass der Mörder den Zettel in der Hand gehabt haben muss. Wäre es Bogner gewesen, hätte er den Zettel sicherlich vernichtet, dem Täter muss die Beschreibung des Mannes mit den Rosen ganz recht gewesen sein.
Hirth denkt nach und kombiniert die unterschiedlichen Zeugenaussagen. Er denkt dabei an die Aussage von Thomas, der den Bankräuber am Tag des Mordes an Michael gesehen hat und an die Aussage des italienischen Bewohners des Hauses, das Michael beobachtet hat, dass ein Nachbar, Brandler, um kurz nach fünf Uhr, der Tatzeit des Mordes, nach Hause gekommen war. Hirth und Ullmann nehmen noch in der Nacht den Mann fest. Brandler hatte die Bank ausgeraubt und Michael und Thomas wegen seiner Kurzsichtigkeit verwechselt. Er glaubte anhand von Michaels Beobachtungen, dass dieser ihm von der Bank aus gefolgt war, und beseitigte den vermeintlichen ungewollten Zeugen. Brandler hat die Taten bereits gestanden.

## Einschaltquote und Hintergrund
Der Mann mit den Rosen erreichte bei seiner Erstausstrahlung am 25. November 1984 17,76 Mio. Zuschauer und eine Einschaltquote von 47,0 %. Die Folge wurde zwischen dem 7. Mai und 19. Juni 1984 in Wien gedreht.
Das Drehbuch schrieb Kurt Junek nach einer Vorlage von Harald Mini mit dem Titel Räuber und Gendarm.